# Almost an Actress
Almost an Actress er en amerikansk stumfilm fra 1913 af Allen Curtis.

## Medvirkende
- Louise Fazenda som Susie
- Max Asher
- Edward Holland
- Lee Morris som Lee
- Lon Chaney